# Engadin Skimarathon

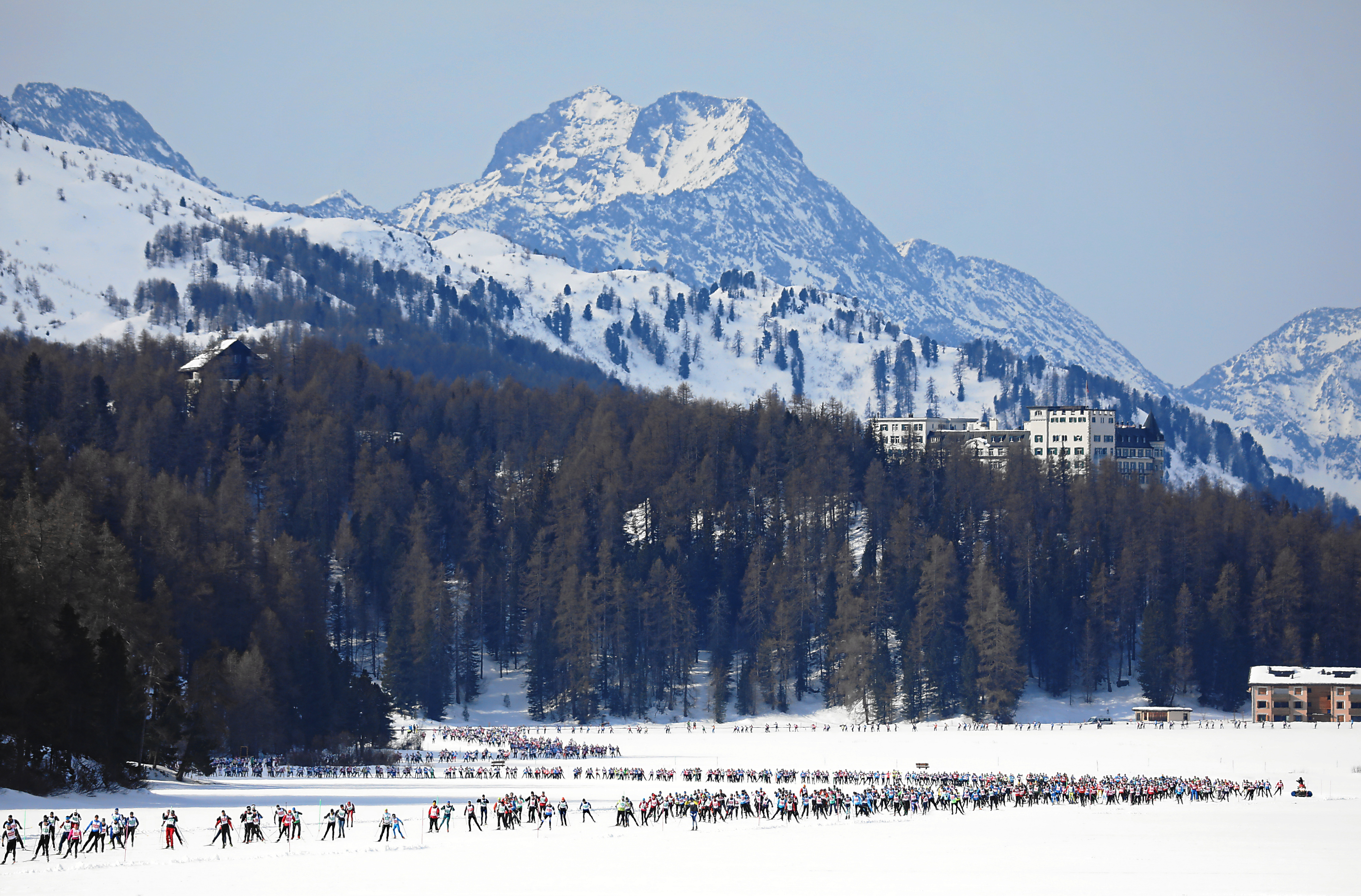
Engadin Skimarathon

Engadin Skimarathon – długodystansowy bieg narciarski, rozgrywany co roku w drugą niedzielę marca, w południowo-wschodniej Szwajcarii, w kantonie Gryzonia w dolinie Engadyny. Jest to najdłuższy i największy szwajcarski maraton. Trasa biegu liczy 42 km, rozgrywany jest techniką dowolną na wysokości około 2000 m n.p.m. Bieg ten należy do cyklu Worldloppet i jest najwyżej położonym ze wszystkich maratonów. 
Pierwsza edycja biegu miała miejsce w 1969 roku. Rekord maratonu należy do Francuza Hervé Ballanda, który pokonał trasę w czasie 1 godziny 16 minut i 10 sekund w 1994 r. W tym samym roku padł także rekord wśród kobiet ustanowiony przez Szwajcarkę Silvię Honegger, która przebiegła trasę w czasie 1 godziny 22 minut i 16 sekund. W 1998 r. nieco zmieniono przebieg trasy. Dodano odcinek prowadzący przez las Stazerwald nad jeziorem Stazersee, co spowodowało wydłużenie czasu wyścigu.
Obecnie trasa biegu zaczyna się na przełęczy Maloja leżącej 1815 m n.p.m. i prowadzi w pobliżu jezior Sils i Silvaplana, obok Sankt Moritz, przez Stazerwald, Pontresinę do mety w Samedan. 
Najwięcej zwycięstw wśród mężczyzn odniósł Szwajcar Albert Giger, który zwyciężał pięciokrotnie w latach: 1971, 1973, 1976, 1977 i 1978. Wśród kobiet najczęściej zwyciężała jego rodaczka Rosmarie Kurz, która sześć razy była pierwsza, w latach: 1973, 1974, 1975, 1976, 1977 i 1978.
Co roku w Engadin Skimarathon startuje około 12 000 biegaczy z różnych krajów.

## Lista zwycięzców
| Rok  | Mężczyźni                                | Czas                                     | Kobiety                                  | Czas                                     |
| ---- | ---------------------------------------- | ---------------------------------------- | ---------------------------------------- | ---------------------------------------- |
| 2025 | Håvard Moseby                            | 1:34:03,8 h                              | Nadine Fähndrich (2)                     | 1:41:03,0 h                              |
| 2024 | Magne Haga                               | 1:44:42 h                                | Maëlle Veyre                             | 1:58:27 h                                |
| 2023 | Arnaud Chautemps                         | 1:33:09 h                                | Giuliana Werro                           | 1:42:51 h                                |
| 2022 | Roman Furger (4)                         | 1:35:59 h                                | Nadja Kälin                              | 1:46:31 h                                |
| 2021 | Bieg odwołany z powodu pandemii COVID-19 | Bieg odwołany z powodu pandemii COVID-19 | Bieg odwołany z powodu pandemii COVID-19 | Bieg odwołany z powodu pandemii COVID-19 |
| 2020 | Bieg odwołany z powodu pandemii COVID-19 | Bieg odwołany z powodu pandemii COVID-19 | Bieg odwołany z powodu pandemii COVID-19 | Bieg odwołany z powodu pandemii COVID-19 |
| 2019 | Dario Cologna (4)                        | 1:22.22,9 h                              | Nathalie von Siebenthal                  | 1:30.41,1 h                              |
| 2018 | Roman Furger (3)                         | 1:34:05,2 h                              | Nadine Fähndrich                         | 1:38:35,3 h                              |
| 2017 | Dario Cologna (3)                        | 1:27:46,0 h                              | Mari Eide                                | 1:34:18,1 h                              |
| 2016 | Roman Furger (2)                         | 1:48:08 h                                | Anouk Faivre Picon (3)                   | 1:54:07 h                                |
| 2015 | Ilja Czernousow                          | 1:34:50 h                                | Anouk Faivre Picon (2)                   | 1:35:35 h                                |
| 2014 | Anders Gløersen                          | 1:35:05 h                                | Riitta-Liisa Roponen (2)                 | 1:38:39 h                                |
| 2013 | Pierre Guedon                            | 1:28:19 h                                | Riitta-Liisa Roponen                     | 1:29:52 h                                |
| 2012 | Roman Furger                             | 1:31:21 h                                | Anouk Faivre-Picon                       | 1:36:28 h                                |
| 2011 | Remo Fischer                             | 1:39:51 h                                | Antonella Confortola                     | 1:48:00 h                                |
| 2010 | Dario Cologna (2)                        | 1:36:58 h                                | Susanne Nyström                          | 1:43:02 h                                |
| 2009 | Fabio Santus                             | 1:38:37 h                                | Seraina Mischol                          | 1:43:32 h                                |
| 2008 | Tor Arne Hetland (2)                     | 1:24:30 h                                | Katrin Zeller                            | 1:33:27 h                                |
| 2007 | Dario Cologna                            | 1:43:44 h                                | Laurence Rochat                          | 1:50:33 h                                |
| 2006 | Michaił Botwinow (2)                     | 1:55:51 h                                | Natascia Leonardi Cortesi (3)            | 2:01:22 h                                |
| 2005 | Gion-Andrea Bundi                        | 1:34:01 h                                | Natascia Leonardi Cortesi (2)            | 1:40:19 h                                |
| 2004 | Christophe Perrillat                     | 1:32:40 h                                | Julija Czepałowa (2)                     | 1:37:53 h                                |
| 2003 | Patrik Mächler                           | 1:28:00 h                                | Natascia Leonardi Cortesi                | 1:32:21 h                                |
| 2002 | Juan Jesús Gutiérrez                     | 1:30:10 h                                | Brigitte Albrecht-Loretan (3)            | 1:34:48 h                                |
| 2001 | Peter Schlickenrieder                    | 1:24:22 h                                | Brigitte Albrecht-Loretan (2)            | 1:29:19 h                                |
| 2000 | Gerhard Urain                            | 1:25:29 h                                | Julija Czepałowa                         | 1:28:19 h                                |
| 1999 | Tor Arne Hetland                         | 1:25:21 h                                | Brigitte Albrecht-Loretan                | 1:29:19 h                                |
| 1998 | Christian Hoffmann                       | 1:23:44 h                                | Maria Theurl (3)                         | 1:30:50 h                                |
| 1997 | Michaił Botwinow                         | 1:19:41 h                                | Anita Moen                               | 1:25:15 h                                |
| 1996 | Hervé Balland (3)                        | 1:24:18 h                                | Maria Theurl (2)                         | 1:32:32 h                                |
| 1995 | André Jungen                             | 1:25:41 h                                | Maria Theurl                             | 1:32:24 h                                |
| 1994 | Hervé Balland (2)                        | 1:16:10 h                                | Silvia Honegger (2)                      | 1:22:08 h                                |
| 1993 | Hervé Balland                            | 1:22:10 h                                | Silvia Honegger                          | 1:26:56 h                                |
| 1992 | Daniel Sandoz (2) Silvano Barco          | 1:21:06 h                                | Elvira Knecht                            | 1:25:37 h                                |
| 1991 | Bieg odwołany ze względu na pogodę       | Bieg odwołany ze względu na pogodę       | Bieg odwołany ze względu na pogodę       | Bieg odwołany ze względu na pogodę       |
| 1990 | Konrad Hallenbarter (3)                  | 1:24:54 h                                | Guidina Dal Sasso                        | 1:28:58 h                                |
| 1989 | Ladislav Švanda                          | 1:25:02 h                                | Sandra Parpan                            | 1:29:57 h                                |
| 1988 | Andreas Grünenfelder (2)                 | 1:35:55 h                                | Christine Brügger (4)                    | 1:38:11 h                                |
| 1987 | Daniel Sandoz                            | 1:29:34 h                                | Christine Brügger (3)                    | 1:38:57 h                                |
| 1986 | Konrad Hallenbarter (2)                  | 1:43:39 h                                | Karin Thomas                             | 1:55:51 h                                |
| 1985 | Andreas Grünenfelder                     | 1:37:15 h                                | Evi Kratzer (5)                          | 1:47:06 h                                |
| 1984 | Konrad Hallenbarter                      | 1:42:09 h                                | Evi Kratzer (4)                          | 1:55:04 h                                |
| 1983 | Lars Frykberg (2)                        | 1:34:08 h                                | Evi Kratzer (3)                          | 1:44:15 h                                |
| 1982 | Lars Frykberg                            | 1:50:05 h                                | Evi Kratzer (2)                          | 2:06:02 h                                |
| 1981 | Bill Koch                                | 2:00:18 h                                | Cornelia Thomas                          | 2:12:03 h                                |
| 1980 | Ola Hassis                               | 1:57:07 h                                | Evi Kratzer                              | 2:12:23 h                                |
| 1979 | Alois Oberholzer                         | 2:03:01 h                                | Christine Brügger (2)                    | 2:17:39 h                                |
| 1978 | Albert Giger (5)                         | 1:38:25 h                                | Christine Brügger                        | 1:58:03 h                                |
| 1977 | Albert Giger (4)                         | 1:45:16 h                                | Rosmarie Kurz (6)                        | 2:11:11 h                                |
| 1976 | Albert Giger (3)                         | 1:55:39 h                                | Rosmarie Kurz (5) Ursula Bösch           | 2:21:06 h                                |
| 1975 | August Broger                            | 1:42:44 h                                | Rosmarie Kurz (4)                        | 2:08:42 h                                |
| 1974 | Alfred Kälin                             | 1:53:15 h                                | Rosmarie Kurz (3)                        | 2:24:26 h                                |
| 1973 | Albert Giger (2) Eduard Hauser           | 1:59:58 h                                | Rosmarie Kurz (2)                        | 2:33:51 h                                |
| 1972 | Flury Koch                               | 2:01:30 h                                | Rosmarie Kurz                            | 2:34:45 h                                |
| 1971 | Albert Giger                             | 2:02:58 h                                | Ingrid Hadler                            | 2:37:54 h                                |
| 1970 | Werner Bösch                             | 2:24:28 h                                | Ursula Geeser                            | 3:13:00 h                                |
| 1969 | Karl Wagenführ                           | 2:19:38 h                                | Rita Czech                               | 2:54:26 h                                |